# Геништа, Николай Иванович
Николай Иванович Геништа (19 [31] января 1865, Российская империя — 27 марта 1932, Москва) — генерал-лейтенант Русской императорской армии.

## Биография

### Происхождение
Родился 19 (31) января 1865 года в семье Ивана Карловича и Ольги Александровны Геништа. Родители были православного вероисповедания, относилось к московскому дворянскому семейству Геништа, внесённому в III часть дворянской родословной книги Московской губернии, изданной в 1914 году. Дворянский титул был присвоен в 1847 году Карлу Иосифовичу Геништа (1800―1849/1855?), младшему брату композитора И. И. Геништа (1795―1853).
Отец, Иван Карлович Геништа (1832―1878), был статским советником, лекарем 1-го Московского кадетского корпуса. Дядя, Николай Карлович Геништа (1848―1893), был военным, участвовал в Русско-турецкой войне 1877-1878 годов, в 1890-е в звании полковника командовал 11-м гусарский Изюмским полком.
У Николая были два старших брата: Александр (20.2.1861—1920) и Владимир (1863—1906), а также младшая сестра Нина (1867—?).

### Образование
Сначала учился во 2-м Московском кадетском корпусе, затем — в 3-м военном Александровском училище, вступив в военную службу 30 августа 1882 года.

### Военная карьера
После училища служил подпоручиком в 136-м пехотном Таганрогском полку. 14 августа 1888 года 23-летний Николай Геништа получил чин поручика.
В 1892 году окончил Николаевскую академию генерального штаба в Санкт-Петербурге.
Казанское пехотное юнкерское училище
Затем последовательно получал чины штабс-капитана (1893), капитана (1896), подполковника (1899) и полковника (1903). В справочнике «Вся Казань» 1899 года издания значится, что Геништа на тот момент служил в Казанском пехотном юнкерском училище — был капитаном, командующим 1-й ротой. Начальником училища был полковник Леонид Николаевич Аргентов.
1 марта 1904 года полковник Аргентов скоропостижно скончался и в апреле 1904 года Геништа был назначен начальником Казанского пехотного юнкерского училища. Был на этой должности с 1904 по 1908 год.
В октябре 1905 года в Казани после многократных забастовок, устраивавшихся в ходе Всероссийской октябрьской политической стачки, произошло антимонархическое выступление левых революционеров, вылившееся в вооружённое противостояние с полицией и казаками. 16 октября составлялась демонстрация, которая была разогнана, 17 октября — бои в центре Казани. После манифеста 17 октября 1905 года ещё несколько дней в городе было неспокойно. 21 октября (3 ноября) 1905 года, в день восшествия на престол императора Николая II, в Казани состоялась демонстрация монархистов. Полковник Геништа, как начальник юнкерского училища, с разрешения начальника штаба Казанского военного округа, вывел оркестр юнкеров и сам вместе с другими офицерами училища участвовал в шествии. У здания Казанской городской думы, занятого восставшими, произошло монархистов столкновение с революционерами. После выстрелов революционеров в толпу монархистов оркестр юнкеров был оттеснён, а начальник юнкерского училища Геништа, чтобы защитить юнкеров-музыкантов распорядился вызвать на место дежурную роту юнкеров.
Александровское военное училище
В 1908 году назначен начальником начальником Александровского военного училища в Москве, сменив генерал-лейтенанта Евгения Ферсмана. Был на этой должности с 1908 по 1917 год.
В 1909 году получил звание генерал-майора, в 1915 году — генерал-лейтенанта.
4 (17) марта 1917 года, во время февральской революции, в Москве на Красной площади состоялся смотр-парад войск Московского гарнизона по случаю отречения от престола Николая II. В параде участвовали и юнкера Александровского училища. Генерал-лейтенант Николай Геништа командовал парадом, принимал парад командующий войсками Московского гарнизона полковник А. Е. Грузинов.
В августе 1917 года 52-летний Николай Геништа уволен со службы по болезни с зачислением в резерв Московского военного округа.
Красная армия
После Октябрьской революции вступил в Рабоче-крестьянскую Красную армию. Был инспектором и главным инспектором Главного управления военно-учебных заведений (ГУВУЗ)а.
С 1920 года преподавал в Высшей советской школе штабной службы. Затем был преподавателем Военной Академии РККА.
Умер 27 марта 1932 года в Москве, похоронен на Новодевичьем кладбище; могила находится в 1-м ряду 4-го участка.

## Награды
- орден Св. Станислава 2-й степени (1900);
- орден Св. Анны 2-й степени (1905);
- орден Св. Владимира 4-й степени (1907);
- орден Св. Владимира 3-й степени (1911);
- Орден Святого Станислава 1-й степени (Дополнение к ВП 23.04.1915, с 01.01.1915)
- орден Св. Анны 1-й степени (1916)[7].

## Семья
Дважды был женат: 1-я жена — Мария Петровна, 2-я жена — дочь полковника Вера Афанасьевна Сорнева; дети: от первого брака — Николай (20.08.1890—?); от второго брака — Михаил (05.06.1901—?), Лев (07.11.1904—?), Евгений (1908—1991) и Всеволод (1914—?).